# Ad Noiseam
Ad Noiseam is een onafhankelijk platenlabel voor elektronische muziek in Berlijn. Recent bracht het vooral dubstep uit. Het label werd in april 2001 opgericht door Nicolas Chevreux, die ook de cover art verzorgt. 

## Artiesten
- Antigen Shift
- Black Lung
- Bong-Ra
- Broken Note
- Cdatakill
- Dälek
- Detritus
- DJ Hidden
- Drumcorps
- Enduser
- Exillon
- Igorrr
- Iszoloscope
- Knifehandchop
- Larvae
- Line 47
- Mad EP
- Mothboy
- Ra
- Ruby My Dear
- Shitmat
- Somatic Responses
- Tarmvred
- Wilt